# Vlag van Man
De vlag van Man werd aangenomen op 1 december 1932 en bestaat uit een rood veld met daarop een triskelion en is in feite een banier van het wapen van Man. De vlag is gebaseerd op het wapen van de laatste Noorse koning van Man, Magnus III. Het symbool vindt zijn oorsprong in een zonnesymbool uit de vroege Keltische cultuur. Een dergelijk symbool komt ook in de vlag van Sicilië voor.
- De handelsvlag van Man is een Brits rood vaandel met aan de rechterkant de triskelion.
- Het parlement van Man, de Tynwald, heeft een eigen vlag.

? Handelsvlag van Man, gebaseerd op het Britse rode vaandel
Vlag van de Civiele Defensie
Vlag van de Luitenant-Gouverneur
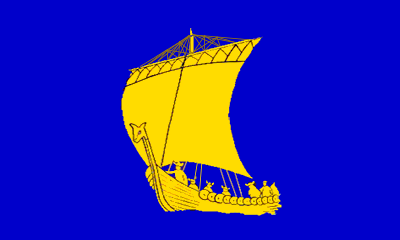
Vlag van de Tynwald

Man heeft een eigen Unicode vlagsequentie-emoji, de 🇮🇲.
Lijst van vlaggen van Europa
Albanië · Andorra · Azerbeidzjan · België · Bosnië en Herzegovina · Bulgarije · Denemarken · Duitsland · Estland · Finland · Frankrijk · Georgië · Griekenland · Hongarije · Ierland · IJsland · Italië · Kosovo · Kroatië · Letland · Liechtenstein · Litouwen · Luxemburg · Malta · Moldavië · Monaco · Montenegro · Nederland · Noord-Macedonië · Noorwegen · Oekraïne · Oostenrijk · Polen · Portugal · Roemenië · Rusland · San Marino · Servië · Slovenië · Slowakije · Spanje · Tsjechië · Turkije · Vaticaanstad · Verenigd Koninkrijk · Wit-Rusland · Zweden · Zwitserland
Afhankelijke gebieden: Akrotiri en Dhekelia · Åland · Faeröer · Gibraltar · Guernsey · Jersey · Man